# Riccardo Iacona
Riccardo Iacona (Roma, 27 aprile 1957) è un giornalista, autore televisivo e conduttore televisivo italiano.

## Biografia
Dopo aver completato il Liceo Ginnasio "Torquato Tasso" di Roma, consegue la laurea al DAMS di Bologna. Quindi, diviene aiuto regista nel periodo tra il 1980 e il 1987 sia per il cinema che la televisione. Dal 1987 inizia a lavorare per Rai 3, inizialmente in Scenario di Andrea Barbato, poi in Duello ed infine in Samarcanda, Il Rosso e il Nero e Tempo Reale di Michele Santoro.
Nel 1996 lascia la Rai assieme a Santoro per diventare un autore dei programmi Moby Dick e Moby's su Italia 1. Ritorna in Rai ancora insieme a Michele Santoro con cui continua la collaborazione lavorando in Circus e Sciuscià.
Si occupa generalmente di giornalismo d'inchiesta caratterizzato da un forte coinvolgimento personale. Per questa caratteristica i suoi reportage potrebbero essere definiti "reportage emotivi". Ha realizzato numerose trasmissioni, trasmesse da Rai Tre, su varie realtà della vita italiana, quali ad esempio: W gli sposi, W il mercato, W la ricerca e la serie di inchieste W l'Italia nel marzo 2006.
Nelle tre puntate di Pane e politica, trasmesso da Rai Tre nel marzo 2007, viene descritta la politica italiana del nuovo millennio in tre diversi contesti: una città (Catanzaro), una regione (il Consiglio regionale della Calabria), per giungere infine al parlamento nazionale. Nel 2008 ha realizzato due reportages sulla guerra in Afghanistan e sulla guerra del Kosovo, dal titolo La guerra infinita, trasmessi il 19 e 26 settembre 2008.
A inizio 2009 sono andate in onda su Rai 3 cinque puntate del suo nuovo programma di inchiesta Presa diretta. Da giugno 2009 sono andate in onda le ultime tre puntate del ciclo di otto puntate di Presa diretta per il 2009. Da gennaio a marzo 2010 è andata in onda una nuova serie di sei puntate di Presa diretta. Iacona continua ad andare in onda su Rai3, le ultime puntate invernali vengono trasmesse fino ad aprile 2023.
Nel 2017, inizia un’indagine per raccontare ciò che succede nelle stanze dei palazzi ove si esercita la giustizia e nel 2018, con il libro Palazzo d’ingiustizia, apre uno squarcio sull'autonomia dei pubblici ministeri da cui dipende il funzionamento della democrazia.

## Premi
- Il 30 gennaio 2007 Riccardo Iacona ha ricevuto dalla Città di Marsala il Premio giornalistico 2006 "Nino Culicchia"[6], con la seguente motivazione:

- All'inizio del 2008 ha ricevuto il premio Itaca 2007 da parte dell'associazione universitaria Ulixes, fondata da studenti nati in Calabria e sparsi per l'Italia ed il mondo.

- Nel settembre 2008 ha invece ricevuto il Premio Sulmona di giornalismo promosso dal Circolo di arte e cultura "Il Quadrivio". Il premio è stato assegnato da una commissione presieduta da Sandro Curzi.

- Nel 2009 riceve il premio Colombe d'Oro per la Pace da parte dell'Archivio Disarmo di Roma con la motivazione: "con la serie di servizi dal titolo -La Guerra Infinita-, Iacona ha portato i suoni e le immagini dei conflitti al pubblico televisivo, spaziando dall’Afghanistan al Kosovo, dalla Serbia alla Turchia.[7]

- Nel 2013 è premiato, per la sezione Giornalismo come conduttore di "Presa Diretta", alla VI Edizione del Premio Nazionale Vincenzo Padula presieduta da Walter Pedullà.

- Nel 2017 ha ricevuto il premio "Città del diario"[8] dell'Archivio Diaristico Nazionale.

## Opere
- Racconti d'Italia, Einaudi, Torino, 2007
- L'Italia in presadiretta. (Viaggio nel Paese abbandonato dalla politica), Chiarelettere, Milano, 2010; nuova edizione TEA, 2012
- Se questi sono gli uomini. (Italia 2012. La strage delle donne), Chiarelettere, Milano, 2012
- Utilizzatori finali. (Italia 2014. Sesso, festini hard, madri compiacenti e professionisti senza scrupoli), Chiarelettere, Milano, 2014
- Riccardo Iacona, Palazzo d'ingiustizia: il caso Robledo e l'indipendenza della magistratura. Viaggio nelle procure italiane, Venezia, Marsilio, 2018, ISBN 978-88-317-2857-7.